# Fliegende Blätter
Fliegende Blätter war der Name einer humoristischen, reich illustrierten deutschen Wochenschrift. Die Fliegenden Blätter erschienen von 1844 bis 1928 beim Verlag Braun & Schneider, München. Sie wurden 1929 mit der Zeitschrift Meggendorfer-Blätter vereinigt und erschienen bis 1944 unter dem Titel Fliegende Blätter und Meggendorfer-Blätter beim Verlag J. F. Schreiber, München und Eßlingen a. N. Die künstlerische und drucktechnische Güte der Zeitschrift war berühmt.
Zudem war Fliegende Blätter die Bezeichnung von Aphorismen des Philosophen Friedrich Heinrich Jacobi, die 1817 im Taschenbuch Minerva publiziert wurden.

## Geschichte
Kaspar Braun zeigte sich vor allem für die Illustrationen verantwortlich, während sich Friedrich Schneider vor allem um die Texte kümmerte. Neben Karikaturen wurden Gedichte und Erzählungen in den Fliegenden Blättern veröffentlicht, etwa Die Gedichte des schwäbischen Schulmeisters Gottlieb Biedermaier und seines Freundes Horatius Treuherz (seit 1855) von Adolf Kußmaul.
Die einzelnen Ausgaben bestanden aus je acht Seiten, die lange Zeit undatiert waren. Anfangs (1844) erschienen sie „zwanglos“, ab Ausgabe 4 (1845) zwei bis drei Mal pro Monat und ab Ausgabe 26 (gegen Anfang des zweiten Bandes, 1846) schließlich wöchentlich.
Einer Meldung in der Leipziger Zeitung zufolge hatten die Fliegenden Blätter im März 1847 eine Auflage von 15.000 Exemplaren.
Allgemeine Wertschätzung erfuhren die Fliegenden Blätter für ihre zielsichere, satirische Charakterisierung des deutschen Bürgertums. Beliebte Serienfiguren aus der Zeitschrift waren seit 1845 die beiden Typen Biedermann und Bummelmaier (aus ihren Namen entstand der Begriff Biedermeier). Daneben gab es beispielsweise die Abenteuer des fiktiven Barons Eisele und seines Hofmeisters Dr. Beisele zu lesen.
Die Illustrationen in den Fliegenden Blättern stammten von namhaften Künstlern wie Heinrich von Arx, Ferdinand Barth, Wilhelm Busch (ab 1859), Gustav Adolf Closs, Eugen Croissant, Karl Elleder, Josef Nikolaus Geis, Eugen Horstig, Hans Kaufmann, Eugen Kirchner (1865–1938), Kaspar Kögler, Franz Kreuzer, Adolf Oberländer, Franz Graf von Pocci, Carl Reinhardt, Emil Reinicke, René Reinicke, Franziska Schlopsnies, Carl Spitzweg, Hermann Stockmann, Carl Storch, Gustav Traub, Hermann Vogel, Philipp Zeltner und vielen anderen.

## Bilder

Künstler und Redakteure der Fliegenden Blätter (Die Gartenlaube, 1894)
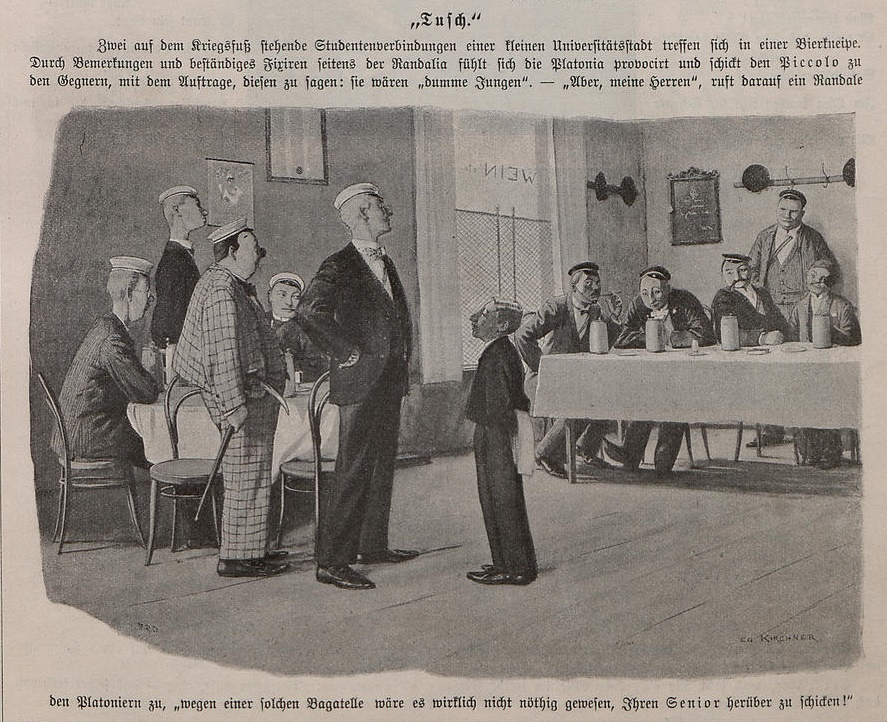
Tusch (1894)
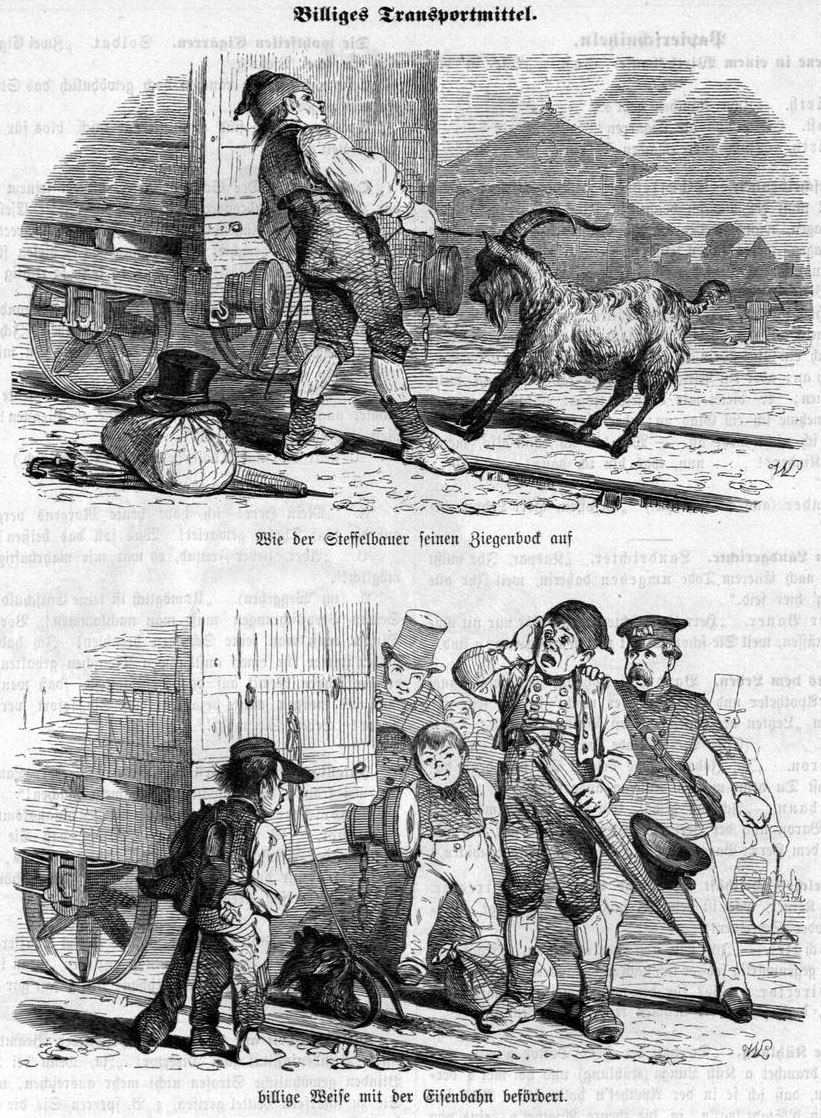
Auf de schwäbsche Eisebahne in den Fliegenden Blättern 1853
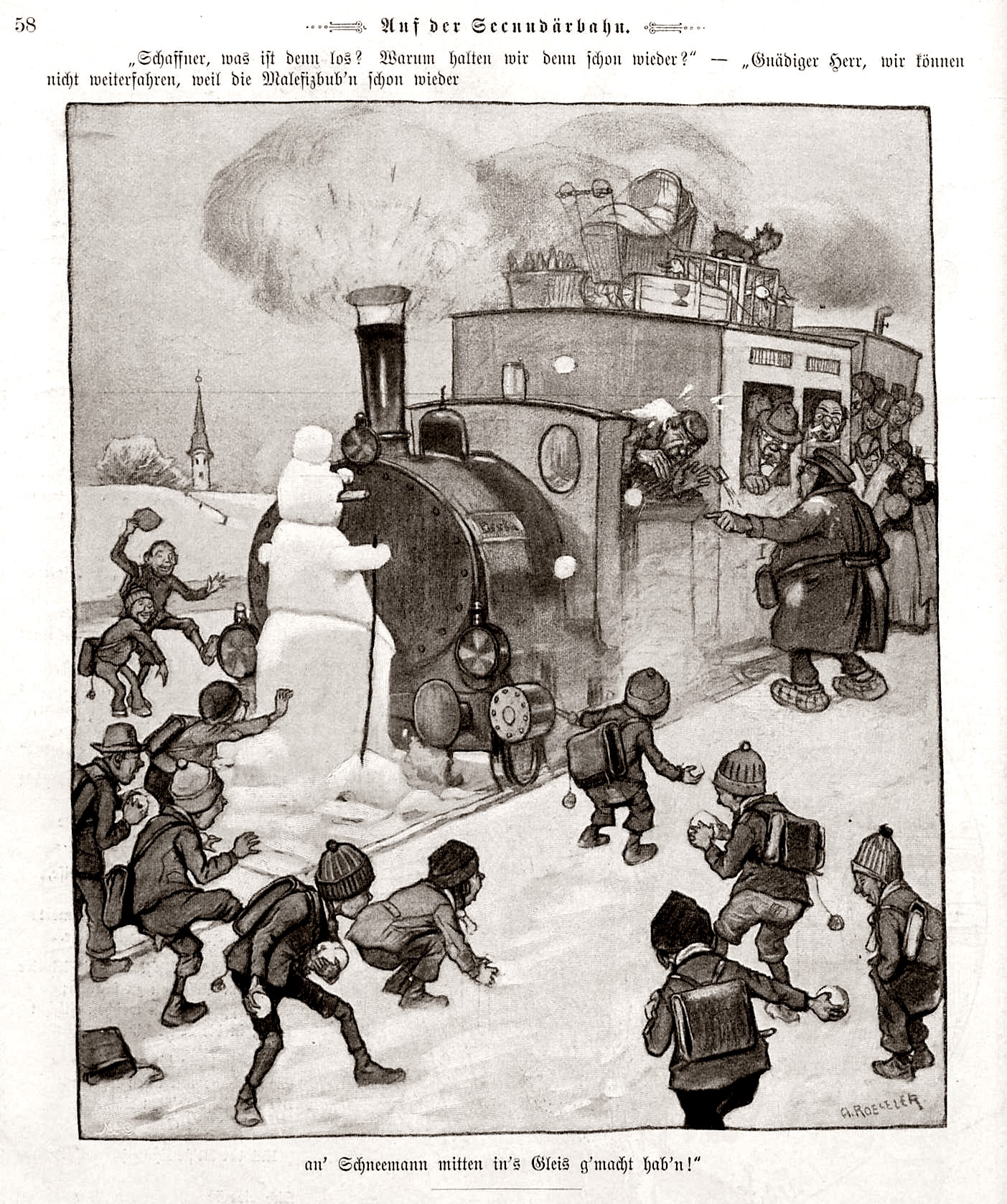
Sekundär- und Lokalbahnen wurden wie hier 1902 oft zur Zielscheibe.
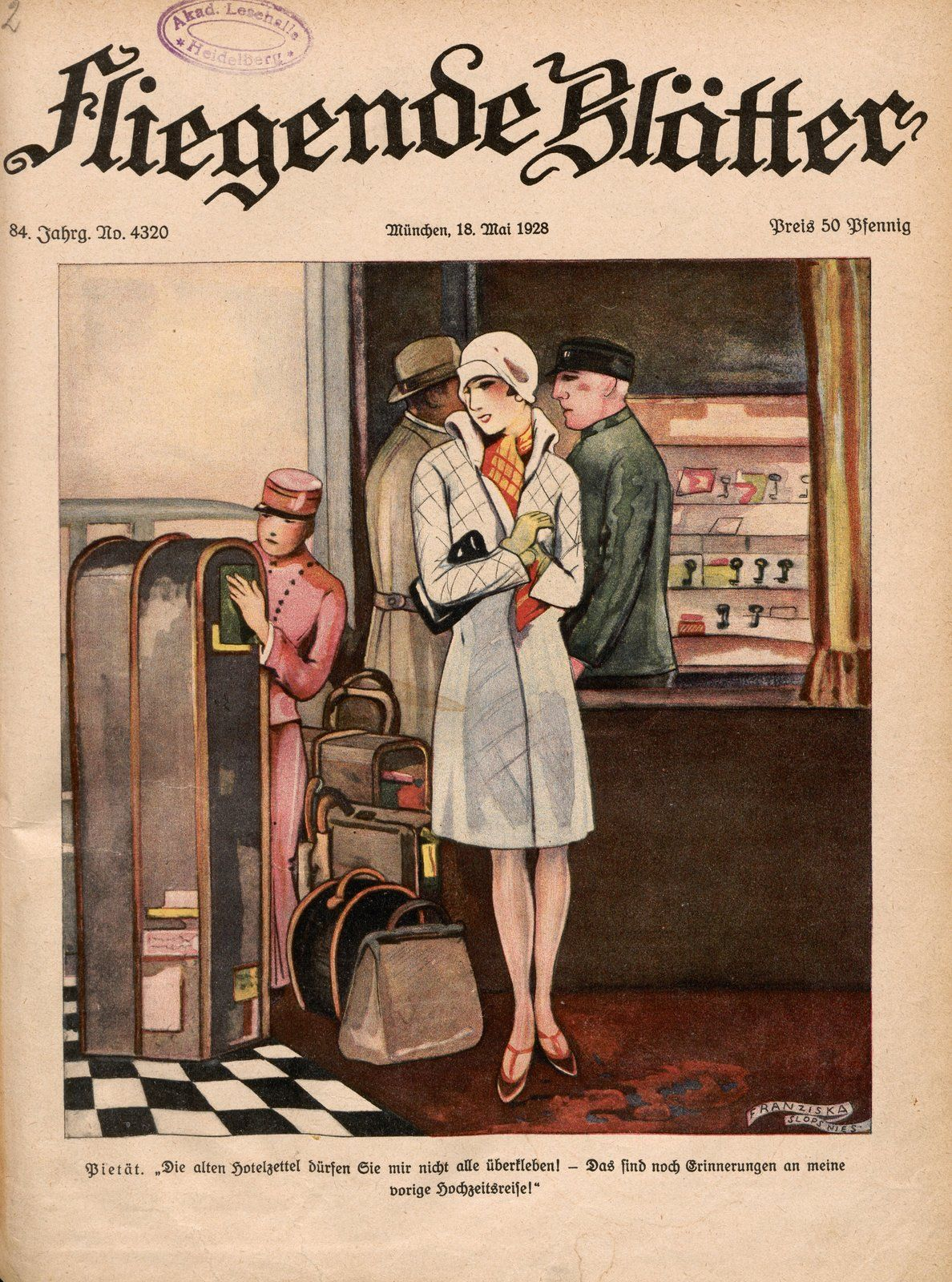
Titelblatt der Fliegenden Blätter vom 18. Mai 1928 mit einer Illustration von Franziska Schlopsnies
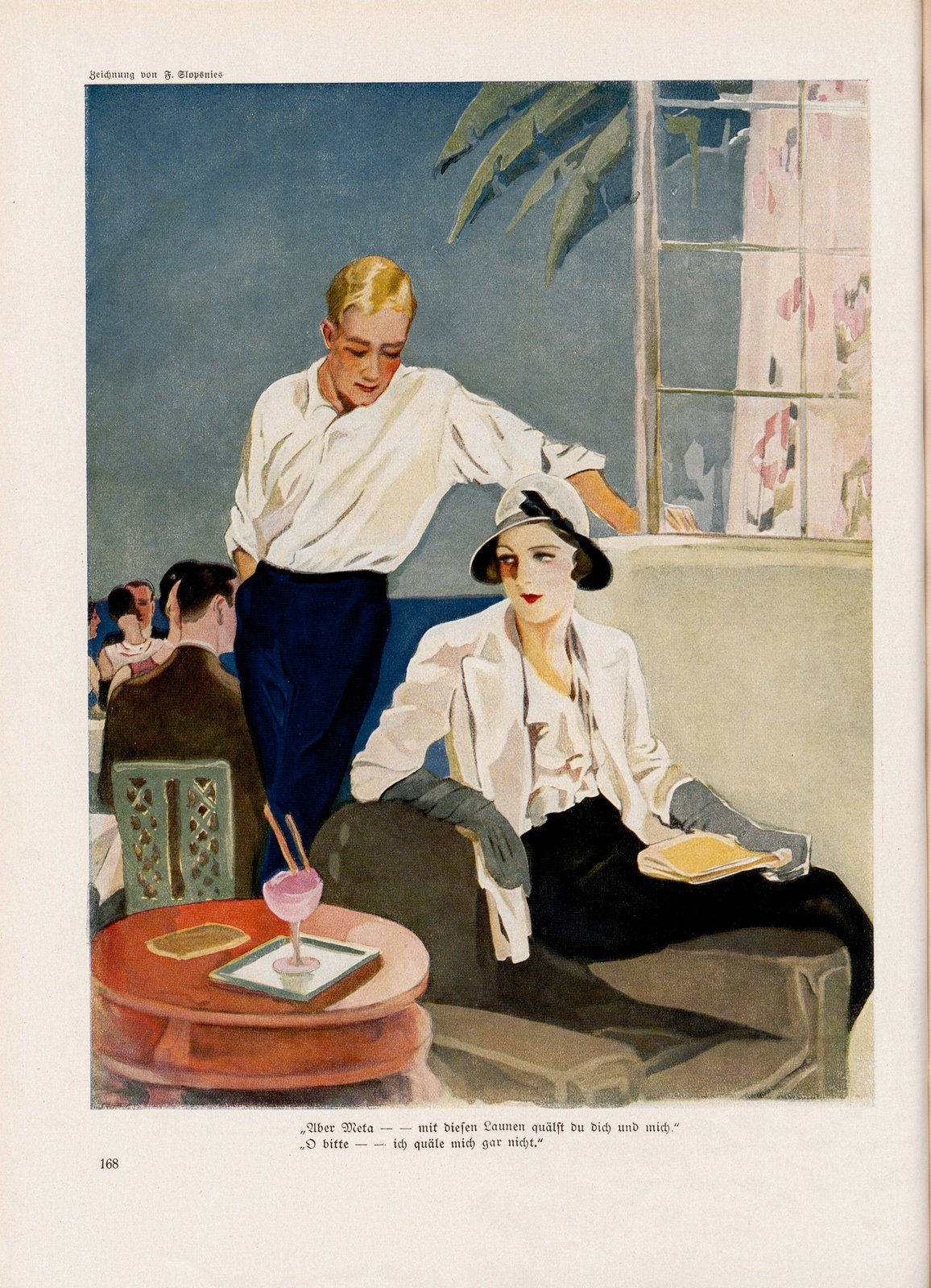
"Aber Meta, mit diesen Launen quälst du dich und mich", Heft Nr. 4493, (1931)